# العكد (إب)

تعديل مصدري - تعديل

العكد محلة تابعة لقرية الجبجب، التابعة لعزلة المقاطن بمديرية إب إحدى مديريات محافظة إب في الجمهورية اليمنية.، بلغ تعداد سكانها 211 حسب تعداد اليمن لعام 2004.